# Kotłówka (Wilno)
Kotłówka (lit. Katiliškės) – mikrorejon na Litwie, w okręgu wileńskim, część Wilna, w dzielnicy Rossa, przy drodze magistralnej A15.

## Historia
W dwudziestoleciu międzywojennym folwark leżący w Polsce, w województwie wileńskim, w powiecie wileńsko-trockim, w gminie Rudomino. W 1931 miejscowość liczyła 49 mieszkańców, zamieszkałych w 5 budynkach.
Po II wojnie światowej w granicach Związku Sowieckiego. Od 1991 na niepodległej Litwie.
Wschodnia część dawnego folwarku nie została włączona w granice Wilna i stanowi odrębną miejscowość.